# Mercimekli, Narman
Mercimekli là một xã thuộc huyện Narman, tỉnh Erzurum, Thổ Nhĩ Kỳ. Dân số thời điểm năm 2011 là 251 người.